# Pingasa candidaria
Pingasa candidaria là một loài bướm đêm trong họ Geometridae.